# Desdemona (personaggio)
Desdemona è un personaggio, nonché protagonista femminile, della tragedia teatrale Otello, opera del drammaturgo inglese William Shakespeare e rappresentata per la prima volta nel 1603. 
Sposa, contro il volere di suo padre, senatore veneziano, il moro Otello, solo per venire ingiustamente accusata di adulterio e da lui strangolata.

## Storia del personaggio
All'inizio della tragedia, Desdemona è fuggita di casa per sposare il moro di Venezia, il genio militare Otello. Il padre di lei, il senatore Brabanzio, è costretto ad accettare l'unione dopo che la figlia proclama il suo amore per lui di fronte al Duca di Venezia e al senato, ma avverte Otello che un giorno Desdemona lo tradirà. 
Poco dopo, Otello viene inviato a Cipro, e Desdemona lo segue insieme all'ancella Emilia. Lì, Cassio, ex luogotenente di Otello, su suggerimento di Iago, marito di Emilia, chiede a Desdemona di intercedere per lui presso suo marito, ma non sa di essere manipolato: Iago infatti insinua con Otello che la moglie lo tradisca, e, per provarlo, lascia un fazzoletto di Desdemona nella camera di Cassio. Otello affronta Desdemona e la picchia in pubblico, chiamandola "puttana", anche se Desdemona continua a proclamare il suo amore per lui. 
Nell'atto finale, Otello si rifiuta di credere all'innocenza di Desdemona e, quando lei piange credendo che Cassio sia morto, la strangola, accecato dalla gelosia, ignorando sia le sue richieste di pietà che le sue proclamazioni di fedeltà. A quel punto nella stanza irrompe Emilia: l'ultimo atto di Desdemona prima di spirare è accennare, col suo ultimo respiro, un gesto a difesa di Otello.
La tragedia si chiude con il suicidio di Otello, a cui Emilia aveva rivelato delle manipolazioni di Iago.